# Staphylea forrestii
Staphylea forrestii là một loài thực vật có hoa trong họ Staphyleaceae. Loài này được Balf. f. miêu tả khoa học đầu tiên năm 1921.